# Crémines
Crémines là một đô thị ở huyện Moutier ở bang Bern ở Thụy Sĩ. Đô thị này có diện tích 9,35 km², dân số năm 2005 là 543 người. Đô thị này nằm ở khu vực nói tiếng PhápBernese Jura (Jura Bernois).

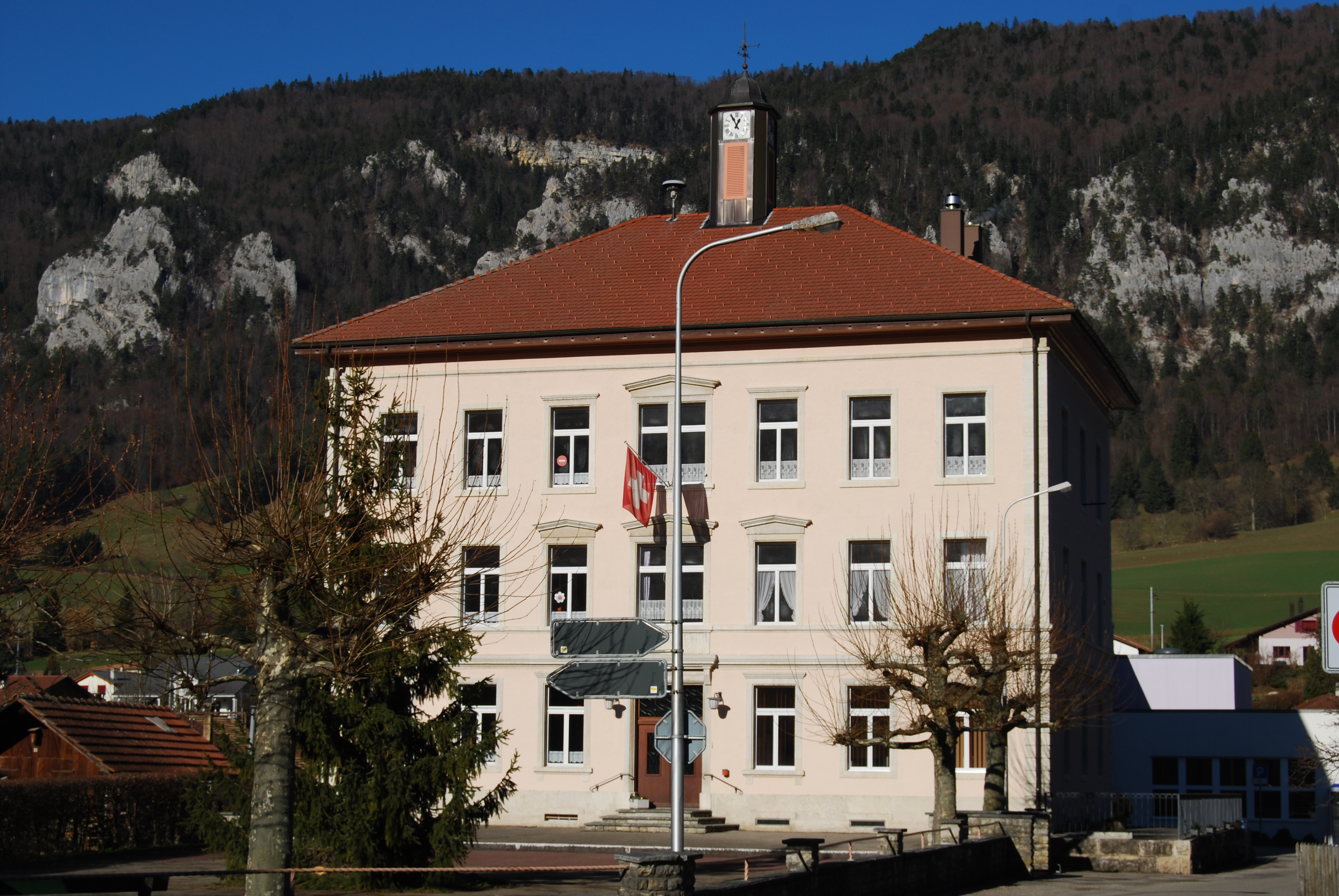
Crémines, Trường học

## Cú thích
1. ↑  "Arealstatistik Standard - Gemeinden nach 4 Hauptbereichen". Federal Statistical Office. Truy cập ngày 13 tháng 1 năm 2019.
2. ↑  "Bilanz der ständigen Wohnbevölkerung nach institutionellen Gliederungen, Staatsangehörigkeit (Kategorie), Geschlecht und demographischen Komponenten". Federal Statistical Office. Truy cập ngày 12 tháng 1 năm 2019.